# Bugalu
Bugalu é o décimo oitavo álbum do cantor brasileiro Lulu Santos, nele o artista demostra influências de funk e soul e regrava a balada soul "Melô do Amor", gravada em 1980. O álbum vendeu 51 mil cópias até 2004. Foi produzido pelo DJ Memê, para produzir o quarto álbum com Lulu Santos.

## Faixas
1. "Já É!"
2. "Leite & Mel"
3. "Melô Do Amor"
4. "Sem Pressa"
5. "Jahu"
6. "As Escolhas"
7. "Língua Presa"
8. "Raiô"
9. "Delete"
10. "Rito Pagão"
11. "Intoxicado"
12. "Chega D Dogma"

## Créditos
Músicos
- Lulu Santos: voz, guitarras e violão
- DJ Memê: programação de bateria, sampler, pandeiro, cordas, percussão, percussão eletrônica, lead synth, baixo, órgão e teclados
- André Rodrigues - baixo  (2, 3, 4, 5, 6, 7, 8 e 9) e baixo elétrico em "Rito Pagão"
- Armando Marçal - percussão
- Jorge Ailton - baixo em "Já É!"
- Lincoln Olivetti - piano Fender Rhodes em "Já É!"
- Jota Moraes - vibrafone em "Leite & Mel"
- William Magalhães - teclado wah wah em "Leite & Mel"
- Paulo Calasans - piano Fender Rhodes em "Melô do Amor", "Sem Pressa" e As Escolhas", órgão B3 em "Melô do Amor" e teclados em "As Escolhas"
- Chocolate - bateria em "Melô do Amor"
- Hiroshi Mizutani - cordas em "Sem Pressa", baixo eletrônico e teclados em "Intoxicado"
- Marcos "Xuxa" Levy - piano Wurlitzer e órgão em "Jahu", teclados em "Raiô"
- Pedro Mariano: vocais em "As Escolhas"
- Marcos Valle - piano Fender Rhodes e teclados em "Língua Presa"
- Renan Pinedo - baixo eletrônico em "Raiô"
- Fael e Fábio Mondego - programação de bateria e programação eletrônica em "Delete"
- Pedro Mills - teclados (via internet)
- Jean Pierre - baixo eletrônico e teclados em "Rito Pagão"

Produção
- DJ Memê - produção; técnico de gravação (teclados, Fender Rhodes e baixo eletrônico)
- Luis Paulo Serafim - mixagem
- Carlos Freitas - remasterização
- Renato Luiz e Guilherme Reis - técnicos de gravação (Discover Studio)
- Luis Paulo Serafim - técnico de gravação (AR Studios)
- Igor Alves, Luizão Dantas e Fernando - assistentes de gravação (AR Studios)
- Igor Alves, Pedro Burckauser, André Coelho e Gabriel Abrex - assistentes de gravação (Discover Studio)

Design
- Muti Randolph: projeto gráfico
- Guto Costa: fotos
- Marcelo Augusto e Yomar Augusto - assistentes de arte
- Rosangela Almeida e Emil Ferreira - coordenação gráfica